# 惠特利灣
惠特利灣（Whitley Bay）是位於英格蘭東北海岸的一座海濱小鎮，在歷史上屬於諾森伯蘭，現在是泰恩-威爾郡的一部分。惠特利灣首次被提到是在1100年。2006年BBC情境喜劇Thin Ice在這裡拍攝。